# Rittersturzbahn
Die Rittersturzbahn war eine Bergbahn, welche von 1928 bis 1959 vom Ausgang des Laubachtals in Koblenz zur Aussichtsstelle Rittersturz im Koblenzer Stadtwald verkehrte. Die Bahn hatte eine Steigung von 27,6 % und war 408 Meter lang. Die Bahn überwand einen Höhenunterschied von 93,3 Metern und führte mit einer leichten Kurve an einem Berghang und durch eine Stützmauer getragen bergwärts. In der Mitte befand sich als Begegnungspunkt eine Ausweiche. Die Bahn verkehrte nur im Sommer. Sowohl die Talstation als auch die Bergstation konnten verschlossen werden, wodurch sie beide als Wagenhalle genutzt wurden.

## Geschichte

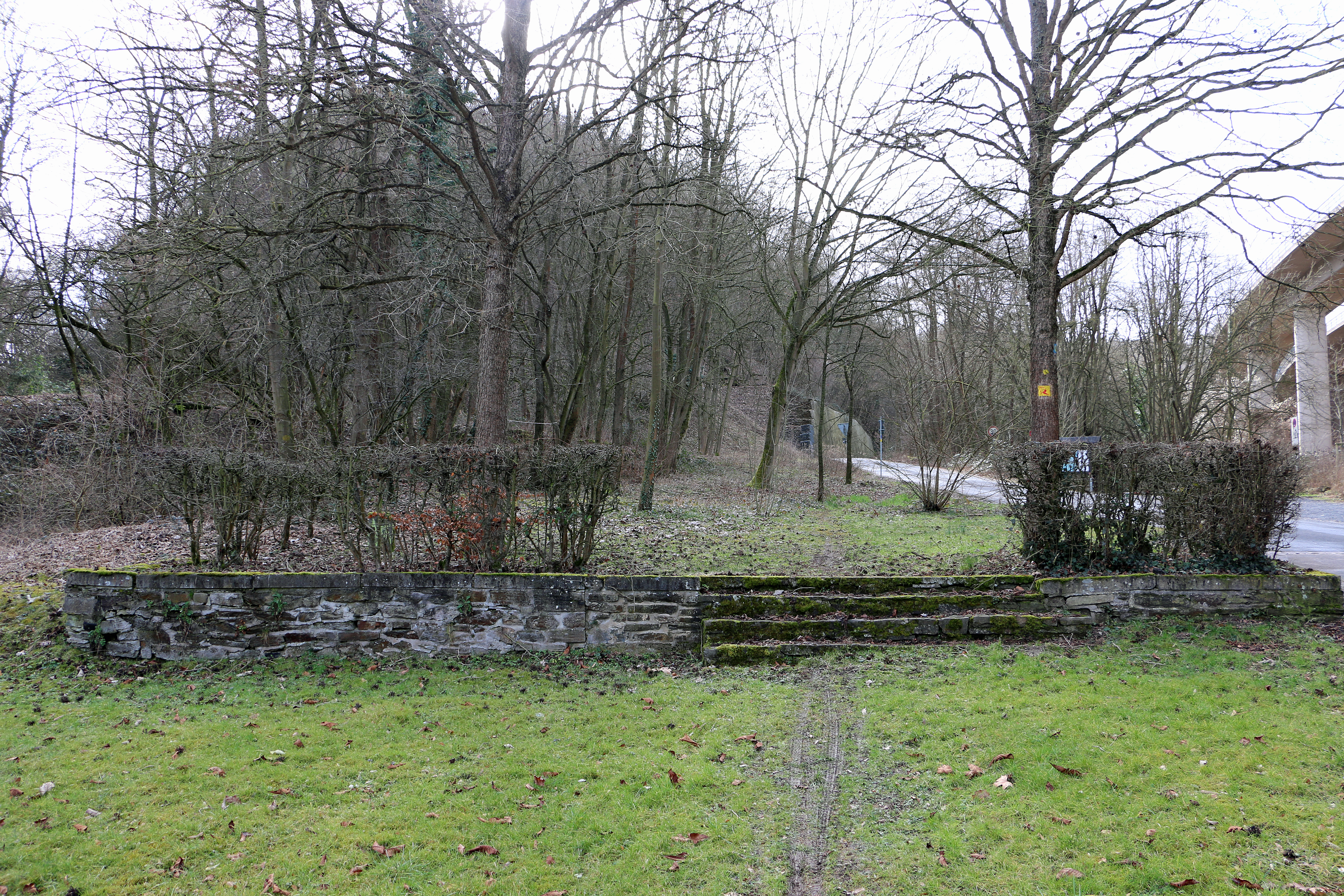
Überreste der Talstation der Rittersturzbahn am Eingang zum Laubachtal

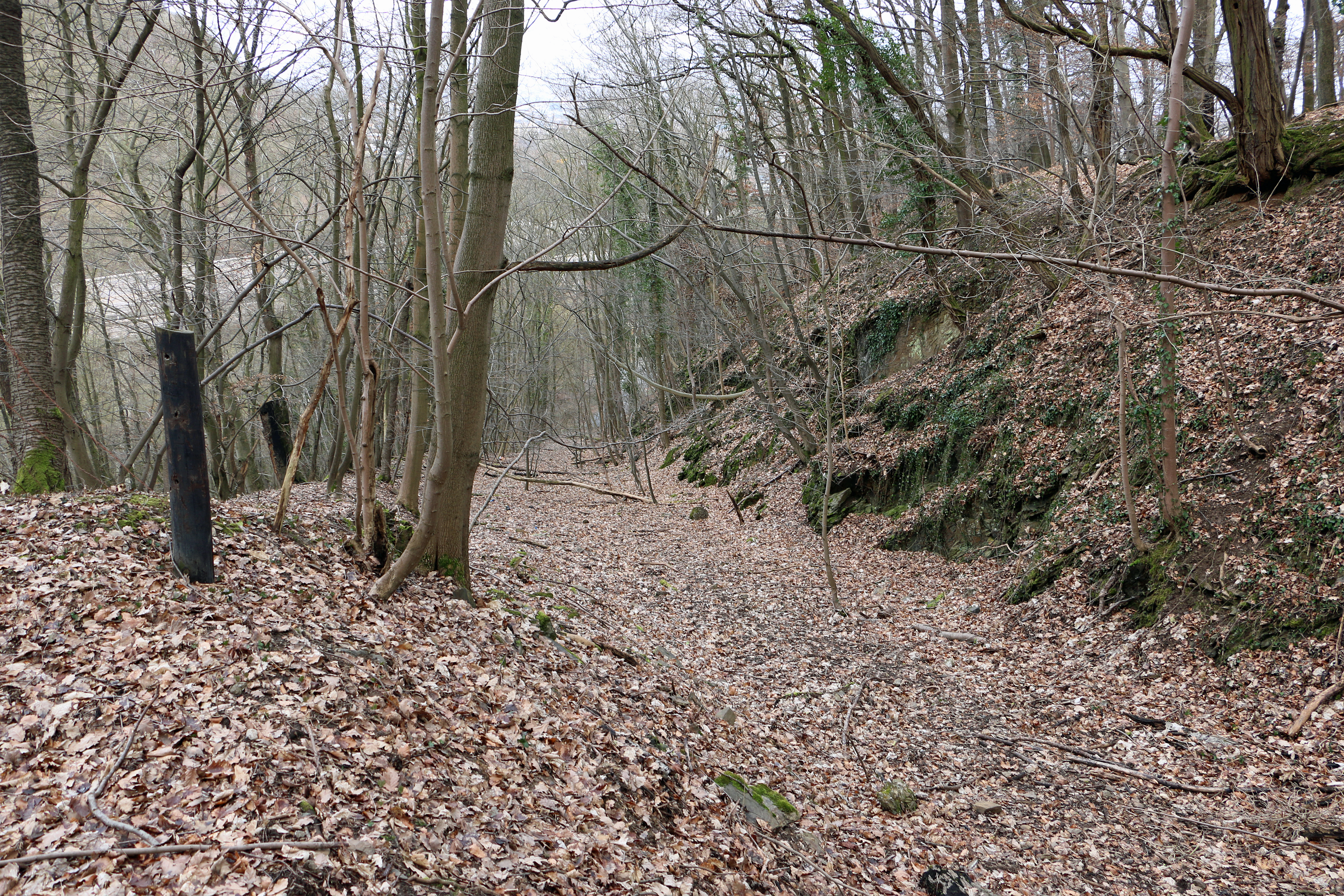
Die ehemalige Trasse der Rittersturzbahn im Koblenzer Stadtwald

Die Rittersturz-Bergbahn wurde 1928 von der Koblenzer Straßenbahngesellschaft als Standseilbahn erbaut, um die Straßenbahnhaltestelle Laubach mit dem Rittersturz-Hotel zu verbinden. Die offizielle Eröffnung fand am 2. Juni 1928 statt.
In den 1950er Jahren wurde die Bahn zunehmend unwirtschaftlich. Als schließlich die Einnahmen die Betriebs- und Unterhaltungskosten nicht mehr decken konnten und zudem hohe Instandhaltungskosten, insbesondere für die Stützmauer, anstanden, wurde die Bahn nach Ablauf der Sommersaison 1959 am 25. Oktober 1959 letztmals betrieben. 1960 wurde sie nicht mehr in Betrieb genommen, sodass sie am 16. Oktober 1960 von der Bezirksregierung Koblenz offiziell stillgelegt und in der Folge abgebaut wurde. Einige Zeit verkehrten als Ersatz noch Busse zum Hotel auf dem Rittersturz, durch dessen Schließung und Abbruch 1971 wurde die Verbindung überflüssig.

## Fahrzeuge
Im Einsatz waren zwei von der Maschinenfabrik Esslingen gebaute Wagen. Die Wagen besaßen drei Abteile mit Quersitzen, von denen zwei zunächst nur durch eine halbhohe Blechtür verschlossen waren, sodass es sich um partielle Sommerwagen handelte. Aufnahmen aus den 1950er Jahren zeigen jedoch, dass später offensichtlich alle drei Abteile mit Schiebetüren verschlossen waren. 
Beide Wagen hingen an einem Seil, das in der oberen Station über eine Rolle lief und mit einem Seilwindenmotor von 30 kW angetrieben wurde. Dadurch erreichten die Wagen eine maximale Geschwindigkeit von 7,2 km/h. Die auf Fotos sichtbaren Oberleitungen lieferten den Strom für die Wagenbeleuchtung.